# Streptosyllis suhrmeyeri
Streptosyllis suhrmeyeri är en ringmaskart som beskrevs av Hartmann-Schröder 1993. Streptosyllis suhrmeyeri ingår i släktet Streptosyllis och familjen Syllidae. Inga underarter finns listade i Catalogue of Life.